# Zentralamerika- und Karibikspiele 1990/Badminton
Badminton war eine Sportart der in Mexiko-Stadt ausgetragenen 16. Zentralamerika- und Karibikspiele. Das Badmintonturnier fand vom 27. November bis zum 2. Dezember 1990 in Mexiko statt.

## Medaillengewinner
| Disziplin    | Gold | Silber                                                                                          | Bronze                                                                               |
| ------------ | --- | ----------------------------------------------------------------------------------------------- | ------------------------------------------------------------------------------------ |
| Herreneinzel | Fernando de la Torre | Robert Richards                                                                                 | Alan Alexander                                                                       |
| Herreneinzel | Fernando de la Torre | Robert Richards                                                                                 | Raúl Martínez                                                                        |
| Dameneinzel  | María de la Paz Luna Félix | Debra O’Connor                                                                                  | Terry Leyow-Walker                                                                   |
| Dameneinzel  | María de la Paz Luna Félix | Debra O’Connor                                                                                  | Maria Leyow                                                                          |
| Herrendoppel | Ernesto de la Torre Fernando de la Torre | George Hugh Paul Leyow                                                                          | Ronald Clarke David Lee Kim                                                          |
| Herrendoppel | Ernesto de la Torre Fernando de la Torre | George Hugh Paul Leyow                                                                          | Kenneth Erichsen Renato Rosales                                                      |
| Damendoppel  | Maria Leyow Terry Leyow-Walker | Virginia Chariandy Debra O’Connor                                                               | Ana Laura de la Torre María de la Paz Luna Félix                                     |
| Damendoppel  | Maria Leyow Terry Leyow-Walker | Virginia Chariandy Debra O’Connor                                                               | Margarita Bravo Gabriela Melgoza                                                     |
| Mixed        | Robert Richards Maria Leyow | George Hugh Terry Leyow-Walker                                                                  | Ronald Clarke Debra O’Connor                                                         |
| Mixed        | Robert Richards Maria Leyow | George Hugh Terry Leyow-Walker                                                                  | Kenneth Erichsen Mercedes Pierola                                                    |
| Teams        | Mexiko Margarita Bravo María de la Paz Luna Félix Ana Laura de la Torre Ernesto de la Torre Fernando de la Torre Gabriela Melgoza Eugenio Tapia Lorenzo Ruíz | Jamaika Kingsley Ford George Hugh Garth King Paul Leyow Robert Richards Marie Leyow Terry Leyow | Trinidad und Tobago Ronald E. Clarke David Lee Kim Virginia Chariandy Debra O’Connor |

## Teilnehmer
| Land                | Herren | Damen | Starter |
| ------------------- | --- | --- | ------- |
| Aruba               | Agustin Amador Bernabela Patrick Gregory Nelo Loefstok Terence Sybesma Alfred Michael Glenn Williams | Dalilah Jacqueline L. Williams M. Iraida Samara Winklaar | 6       |
| Barbados            | Alan Alexander Brian Audric Carter Lewis Stanton Edghill Argyle Maynard Paul Ian Tracy Sealy Rodney Selman Chetwin Sylvester Stewart Pedro McKelton Thomas                                                 | Gloria Charlotta Patricia Chung Caroline Margretta Vaughn | 10      |
| Guatemala           | José Rodolfo de León Borge Kenneth Erichsen Raúl Antonio Martinez Morales Renato Antonio Rosales Izaz | Irene C. Arriaza Migoya de Norlega Ilse Mercedes Pierola Kyllmann Maria Rosabel Vasquez Barrlos                                                                         | 7       |
| Cayman Islands      | Altamont Christopher Cole Dunstan Alexander Steve Grome | Ronette Neteria Dixon Charlene Marie Leblanc Emma Tompkins | 5       |
| Jamaika             | Kingsley Ford George Hugh Garth King Paul Leyow Robert Richards | Marie Leyow Terry Leyow | 7       |
| Mexiko              | Gerardo Cedillo Hurtado Ernesto de la Torre Saarvedra Fernando de la Torre Saarvedra Juan Carlos García Tapia Luis Lopezllera Lavalle Enrique Parales Montoya Lorenzo Ruiz Gutiérrez Eugenio Tapia Jiménez | Margrita Bravo Marino Ana Laura de la Torre Norma A. Hernández Elizalde Mónica Hernández de Norla María de la Paz Luna Féliz Gabriela Melgoza Vega Mónica Rojas Ambtriz | 15      |
| Suriname            | Eric Bleau Oscar Brandon Hedwig de la Fuente John Sno Clyde van Daal Mike van Daal | Rinia Haynes Irene Haynes Mireille Pawironadi Ann Top Watkin | 10      |
| Trinidad und Tobago | Ronald E. Clarke David Lee Kim | Virginia Chariandy Debra O’Connor | 4       |